# Xanthoparmelia norstrigosa
Xanthoparmelia norstrigosa är en lavart som beskrevs av Elix. Xanthoparmelia norstrigosa ingår i släktet Xanthoparmelia och familjen Parmeliaceae.   Inga underarter finns listade i Catalogue of Life.